# Uniola
Uniola is een geslacht uit de grassenfamilie (Poaceae). De soorten komen voor in Australazië, Noord- en Zuid-Amerika.

## Soorten
Van het geslacht zijn de volgende soorten bekend:
- Uniola condensata Hitchc.
- Uniola paniculata L.
- Uniola peruviana Lægaard & Sánchez Vega
- Uniola pittieri Hack.
- Uniola virgata (Poir.) Griseb.